# 중앙도서관 (마포구)
중앙도서관은 서울특별시 마포구의 도서관이다.

## 연혁
- 2013.03.29 건립계획 수립
- 2013.04.15 ~ 2013.06.15 타당성 조사 및 기본계획 용역
- 2015.10.21 건립 기공식 개최
- 2017.09.01 마포중앙도서관 조직 신설
- 2017.10.24 마포중앙도서관 시범운영
- 2017.11.15 마포중앙도서관 개관
- 2018.03.27 상호대차 '책마중' 시범운영
- 2018.07.03 상호대차 '책마중' 정상운영

## 시설 현황
- 4층: 자료열람실2
- 3층: 자료열람실1, 멀티미디어실
- 2층(로비층): 어린이·유아자료실, IT체험실

## 이용 안내
이용 시간
- 자료열람실1·2, 멀티미디어실: 매일 09:00 ~ 22:00
- 어린이·유아자료실: 매일 09:00 ~ 20:00
- IT체험실: 매일 10:00 ~ 18:00

휴관일
- 매주 월요일
- 관공서의 휴관일 및 국가가 정한 임시 공휴일
- 임시 휴관일: 기타 장서 점검이나 공사 등의 이유로 관장이 필요하다고 인정하는 경우